# 絕種好男人
《絕種好男人》，香港喜劇电影，於2003年5月1日上映。任賢齊、张柏芝主演，由香港王晶执导。

## 劇中人物
| 演員   | 角色                                                     |
| 任賢齊 | 曾志偉（摩西） Barry之舅父 Mimi之男友，後分手 阿蟲之室友 |
| 張柏芝 | DiDi Wong 失敗輝之前女友                                 |
| 李珊珊 | Mimi 曾志偉之女友，後分手 Romeo之情婦                    |
| 黃浩然 | Barry Suzuki之男友 曾志偉之姪子 阿蟲之室友               |
| 劉愷威 | 阿蟲 Barry、曾志偉之室友                                 |
| 杜汶澤 | 失敗輝 Didi Wong之前男友                                 |
| 王天林 | Leonado Wong 獨居老人，富豪                              |
| 李思捷 | Allan Chu Leonado Wong的律師                             |
| 黄泆潼 | Suzuki 空姐 Barry之女友                                  |
| 森美   | 乞兒                                                     |
| 葛民輝 | Romeo Mimi之情夫                                         |
| 楊嘉雯 | 哈里波凸                                                 |
| 李楓   | Barry之母 曾志偉之姊                                     |
| 張文慈 | Pinky                                                    |
| 陸劍青 | 警察                                                     |
| 小儀   | 車站女乘客                                               |
| 王晶   | 車站男乘客                                               |

## 電影歌曲
歌名：月亮代表我的心

主唱：任賢齊

## 外部連結
- 開眼電影網上《絕種好男人》的資料（繁體中文）
- 豆瓣电影上《絕種好男人》的資料 （简体中文）
- 时光网上《絕種好男人》的資料（简体中文）
- 爛番茄上《絕種好男人》的資料（英文）
- 香港影庫上《絕種好男人》的資料（繁體中文）
- 互联网电影数据库（IMDb）上《絕種好男人》的资料（英文）